# Хуліо Сезар Васкес
Хуліо Сезар Васкес (ісп. Julio César Vásquez, 13 липня 1965) — аргентинський професійний боксер, чемпіон світу за версією WBA (1992—1995, 1995—1996) у першій середній вазі.

## Професіональна кар'єра
Провівши 30 переможних боїв, 13 червня 1991 року зазнав першої поразки від Верно Філіпса (Беліз).
21 грудня 1992 року в бою проти Каміяма Хітосі (Японія) завоював вакантний титул чемпіона WBA у першій середній вазі. Впродовж 1993—1995 років провів тринадцять переможних боїв, десять з яких були захистами титулу, у тому числі проти американців Аарона Девіса і Вінкі Райта.
4 березня 1995 року втратив титул, програвши одностайним рішенням Пернеллу Вітакеру (США).
16 грудня 1995 року, здобувши перемогу технічним нокаутом в одинадцятому раунді над Карлом Денієлсом (США), повернув собі звання чемпіона WBA у першій середній вазі, але втратив його в наступному бою 21 серпня 1996 року, програвши нокаутом в п'ятому раунді Лорану Будуані (Франція).
19 грудня 2001 року зазнав поразки за очками в бою за титул чемпіона за версією WBF в другій середній вазі від Робіна Ріда (Велика Британія), в через чотири роки 2 грудня 2005 року в бою за той же титул програв Степану Божичу (Хорватія).